# Царінний Вадим Іванович
Вади́м Іва́нович Царінни́й (25 січня 1981 — 15 листопада 2015) — солдат Збройних сил України, учасник російсько-української війни.

## Життєпис
Народився 1981 року в селі Шпитьки Київської області, закінчив 11 класів Шпитьківської ЗОШ 1998-го. Працював у місті Вишневе слюсарем-сантехніком у КП спеціалізованої пересувної механізованої колони № 1, по тому — слюсарем-водієм у ТОВ «НОВИНКА Лтд». Від 2011 року працював в ПАТ «Завод залізобетонних конструкцій ім. С. Ковальської», монтажник-сантехнік.
У часі війни — солдат, водій-електрик медичного пункту протитанкового артилерійського дивізіону. Помер 15 листопада 2015 року у зоні проведення бойових дій.
Похований в селі Шпитьки Києво-Святошинського району.
Без батька лишилась донька Ольга 2008 р.н.

## Вшанування
- Присвоєно звання «Герой-захисник Вітчизни» Києво-Святошинського району (згідно рішення Києво-Святошинської районної ради, 20.12.2016).